# Siligo
40°35′N 08°44′Ø / 40.583°N 8.733°Ø
Siligo er en by i det nordlige Sardinien i Italien, med cirka 1.000 indbyggere, i provinsen Sassari.

## Kendte fra Siligo
- Maria Carta, folkemusiker, sangskriver og  skuespiller.
- Gavino Ledda, forfatter